# James Goddard
James Francis Goddard (ur. 30 marca 1983 w Victorii w Seszelach) – brytyjski pływak, mistrz Europy na basenie 25 m w wyścigu na 200 m stylem zmiennym, srebrny medalista Mistrzostw Europy na basenie 50 m, brązowy medalista Mistrzostw Świata na basenie 25 metrowym. Trzykrotny mistrz Igrzysk Wspólnoty Brytyjskiej w barwach Anglii.
Trzykrotny uczestnik igrzysk olimpijskich (był 4. na 200 m stylem grzbietowym w Atenach, 6. na 200 m stylem zmiennym w Pekinie i 7. w tej samej konkurencji w Londynie).